# نلسون اپه
نلسون اپه (فرانسوی: Nelson Épée‎؛ زادهٔ ۲۰ فوریهٔ ۲۰۰۱) بازیکن راگبی ۱۵ نفره اهل فرانسه است.
وی همچنین در تیم ملی راگبی ۷ نفره فرانسه بازی کرده است.
وی در مسابقات کشوری و بین‌المللی در مجموع برندهٔ ۱ مدال طلا شده است.